# 全国人民代表大会常务委员会监督工作计划
全国人民代表大会常务委员会监督工作计划（简称全国人大常委会监督工作计划）是全国人大常委会每年制定的对本年度全国人大常委会监督工作的具体安排。

## 简介
2006年8月27日第十届全国人民代表大会常务委员会第二十三次会议通过《中华人民共和国各级人民代表大会常务委员会监督法》，第八条规定：“各级人民代表大会常务委员会每年选择若干关系改革发展稳定大局和群众切身利益、社会普遍关注的重大问题，有计划地安排听取和审议本级人民政府、人民法院和人民检察院的专项工作报告。”“常务委员会听取和审议专项工作报告的年度计划，经委员长会议或者主任会议通过，印发常务委员会组成人员并向社会公布。”另外，这部《监督法》及《中华人民共和国立法法》还对各级人民代表大会常务委员会审查和批准决算、对规范性文件的备案审查等方面职权进行了规定。
2006年12月15日第十届全国人民代表大会常务委员会第五十四次委员长会议通过《全国人大常委会2007年监督工作计划》，这是全国人大常委会在《监督法》施行后出台的首个年度监督工作计划。《全国人大常委会2007年监督工作计划》主要包括：
1. 听取和审议“一府两院”的专项工作报告。
2. 审查和批准决算，听取和审议审计工作和计划执行情况的报告。
3. 法律实施情况的检查。
4. 规范性文件的备案审查。[2][3]

此后年度监督工作计划的内容不断拓展。例如《全国人大常委会2017年监督工作计划》主要包括：
1. 听取和审议专项工作报告。
2. 听取和审议计划、预决算监督报告。
3. 检查法律的实施情况。
4. 开展专题询问。
5. 开展专题调研。
6. 做好宪法实施监督的相关工作[4]。

## 历年监督工作计划
- 全国人大常委会2007年监督工作计划：2006年12月15日第十届全国人民代表大会常务委员会第五十四次委员长会议通过[2]。
- 全国人大常委会2008年监督工作计划：2008年4月15日第十一届全国人民代表大会常务委员会第二次委员长会议通过[5]。
- 全国人大常委会2009年监督工作计划：2008年12月15日第十一届全国人民代表大会常务委员会第十五次委员长会议通过，2009年3月23日根据第十一届全国人民代表大会第二次会议精神修改[6]。
- 全国人大常委会2010年监督工作计划：2009年12月14日第十一届全国人民代表大会常务委员会第三十五次委员长会议原则通过，2010年3月18日根据第十一届全国人民代表大会第三次会议精神修改[7]。
- 全国人大常委会2011年监督工作计划
- 全国人大常委会2012年监督工作计划
- 全国人大常委会2013年监督工作计划：2013年4月15日第十二届全国人民代表大会常务委员会第二次委员长会议通过[8]。
- 全国人大常委会2014年监督工作计划：2013年12月16日第十二届全国人民代表大会常务委员会第十四次委员长会议原则通过，2014年4月14日第十二届全国人民代表大会常务委员会第二十一次委员长会议修改[9]。
- 全国人大常委会2015年监督工作计划：2014年12月15日第十二届全国人民代表大会常务委员会第三十六次委员长会议原则通过，2015年4月10日第十二届全国人民代表大会常务委员会第四十五次委员长会议修改[10]。
- 全国人大常委会2016年监督工作计划：2015年12月14日第十二届全国人民代表大会常务委员会第五十八次委员长会议原则通过，2015年12月26日第十二届全国人民代表大会常务委员会第五十九次委员长会议第一次修改，2016年4月15日第十二届全国人民代表大会常务委员会第六十七次委员长会议第二次修改[11]。
- 全国人大常委会2017年监督工作计划：2016年12月12日第十二届全国人民代表大会常务委员会第八十四次委员长会议原则通过，2017年4月11日第十二届全国人民代表大会常务委员会第九十三次委员长会议修改[4]。
- 全国人大常委会2018年监督工作计划：2017年12月14日第十二届全国人民代表大会常务委员会第105次委员长会议原则通过，2018年4月17日第十三届全国人民代表大会常务委员会第2次委员长会议修改[12]
- 全国人大常委会2019年监督工作计划：未公开
- 全国人大常委会2020年度监督工作计划：2019年12月16日第十三届全国人民代表大会常务委员会第44次委员长会议原则通过，2020年6月1日第十三届全国人民代表大会常务委员会第58次委员长会议修改
- 全国人大常委会2021年度监督工作计划：2020年11月27日第十三届全国人民代表大会常务委员会第78次委员长会议原则通过，2021年4月16日第十三届全国人民代表大会常务委员会第91次委员长会议修改[13]
- 全国人大常委会2022年度监督工作计划：2021年11月29日第十三届全国人民代表大会常务委员会第106次委员长会议原则通过，2021年12月23日第十三届全国人民代表大会常务委员会第107次委员长会议修改，2022年4月11日第十三届全国人民代表大会常务委员会第114次委员长会议修改[14]